# Dyo
Dyo és un municipi francès, situat al departament de Saona i Loira i a la regió de Borgonya - Franc Comtat. L'any 2007 tenia 334 habitants.

## Demografia

### Població
El 2007 la població de fet de Dyo era de 334 persones. Hi havia 132 famílies, de les quals 36 eren unipersonals (20 homes vivint sols i 16 dones vivint soles), 32 parelles sense fills, 52 parelles amb fills i 12 famílies monoparentals amb fills.
La població ha evolucionat segons el següent gràfic:
Habitants censats

### Habitatges
El 2007 hi havia 209 habitatges, 135 eren l'habitatge principal de la família, 56 eren segones residències i 18 estaven desocupats. 204 eren cases i 5 eren apartaments. Dels 135 habitatges principals, 120 estaven ocupats pels seus propietaris, 12 estaven llogats i ocupats pels llogaters i 3 estaven cedits a títol gratuït; 10 tenien dues cambres, 10 en tenien tres, 45 en tenien quatre i 70 en tenien cinc o més. 122 habitatges disposaven pel capbaix d'una plaça de pàrquing. A 55 habitatges hi havia un automòbil i a 68 n'hi havia dos o més.

### Piràmide de població
La piràmide de població per edats i sexe el 2009 era:
| Homes | Edats   | Dones |
| ----- | ------- | ----- |
| 0     | 95 o +  | 4     |
| 0     | 90 a 94 | 8     |
| 0     | 85 a 89 | 4     |
| 4     | 80 a 84 | 0     |
| 8     | 75 a 79 | 16    |
| 24    | 70 a 74 | 16    |
| 0     | 65 a 69 | 20    |
| 4     | 60 a 64 | 8     |
| 4     | 55 a 59 | 0     |
| 0     | 50 a 54 | 0     |
| 16    | 45 a 49 | 8     |
| 20    | 40 a 44 | 4     |
| 16    | 35 a 39 | 24    |
| 8     | 30 a 34 | 4     |
| 4     | 25 a 29 | 8     |
| 0     | 20 a 24 | 12    |
| 0     | 15 a 19 | 8     |
| 20    | 10 a 14 | 12    |
| 12    | 5 a 9   | 24    |
| 12    | 0 a 4   | 4     |

## Economia
El 2007 la població en edat de treballar era de 205 persones, 151 eren actives i 54 eren inactives. De les 151 persones actives 146 estaven ocupades (85 homes i 61 dones) i 5 estaven aturades (2 homes i 3 dones). De les 54 persones inactives 28 estaven jubilades, 14 estaven estudiant i 12 estaven classificades com a «altres inactius».

### Ingressos
El 2009 a Dyo hi havia 138 unitats fiscals que integraven 342 persones, la mediana anual d'ingressos fiscals per persona era de 15.710 €.

### Activitats econòmiques
Dels 6 establiments que hi havia el 2007, 2 eren d'empreses de construcció, 2 d'empreses de comerç i reparació d'automòbils, 1 d'una empresa d'informació i comunicació i 1 d'una empresa de serveis.
Dels 3 establiments de servei als particulars que hi havia el 2009, 1 era un taller de reparació d'automòbils i de material agrícola, 1 paleta i 1 guixaire pintor.
L'únic establiment comercial que hi havia el 2009 era una botiga de menys de 120 m².
L'any 2000 a Dyo hi havia 23 explotacions agrícoles que ocupaven un total de 741 hectàrees.

## Equipaments sanitaris i escolars
El 2009 hi havia una escola elemental.

## Poblacions més properes
El següent diagrama mostra les poblacions més properes.